# Копєйчиков Володимир Володимирович
Володимир Володимирович Копєйчиков (17 листопада 1923, Харків — 9 червня 2002) — український правознавець, доктор юридичних наук (1969), професор, академік Академії правових наук України, заслужений діяч науки і техніки України.

## Біографія
Народився 17 листопада 1923 року в Харкові. Учасник радянсько-німецької війни. В 1948 році закінчив Харківський юридичний інститут, продовжив навчання в аспірантурі. Протягом 1953—1971 років працював доцентом, виконуючим обов'язки професора кафедри теорії держави і права, вченим секретарем вченої ради Харківського юридичного інституту.

Надгробок

1971 року переїхав до Києва, де до 1978 року працював професором юридичного факультету Київського державного університету ім. Т. Г. Шевченка. З 1978 року — старший науковий співробітник відділу прав людини Інституту держави і права АН СРСР, з 1983 року і до смерті — професор кафедри теорії держави і права Національної академії внутрішніх справ України.
Автор понад 250 наукових праць. Підготував 6 докторів наук та 24 кандидати наук. Помер 9 червня 2002 року. Похований в Києві на Байковому кладовищі (ділянка № 52а).

## Нагороди
- Почесна відзнака Президента України (1996);
- Орден князя Ярослава Мудрого V ступеня (1998);
- Орден Вітчизняної війни I ступеня
- Медалі «За відвагу», «За перемогу над Німеччиною у Великій Вітчизняній війні», «50 років Збройних Сил СРСР» та інші.

## Вшанування пам'яті
У 2002 році у Києві на будівлі Університету економіки та права «Крок», розташованій по вулиці Табірній, 30, встановлено меморіальну дошку (бронза; барельєф; скульптор Володимир Щур).

## Родина
Онук — Копейчиков Максим Володимирович (1977—2016), відомий український адвокат.